# 귀벤 크라치
귀벤 크라치(튀르키예어: Güven Kıraç, 1960년 4월 5일~)는 튀르키예의 배우이다.

## 작품 목록

### 영화
- 배드 캣(2016년)
- 포기브미(2013년)
- 더 크로싱(2010년) - 구벤 역
- 타크바(2006년)
- 시나브(2006년)
- 네트 2.0(2006년) - 오스맨 역
- 케밥 코넥션(2005년)
- 미치고 싶을 때(2004년)
- 순수(1997년)